# Jordan Bell
Jordan Trennie Bell (ur. 7 stycznia 1995 w Los Angeles) – amerykański koszykarz, występujący na pozycji silnego skrzydłowego lub środkowego, mistrz NBA z 2018, od 2023 zawodnik Indiana Mad Ants.
W 2012 zdobył srebrny medal podczas turnieju Adidas Nations.
11 lipca 2019 został zawodnikiem Minnesoty Timberwolves.
5 lutego 2020 trafił w wyniku wymiany z udziałem czterech zespołów do Houston Rockets. Dzień później został wytransferowany do Memphis Grizzlies. 2 marca 2020 opuścił klub. 29 czerwca został zawodnikiem Cleveland Cavaliers. 22 listopada został wytransferowany do Los Angeles Lakers. Trzy dni później został zwolniony.
23 stycznia 2021 zawarł 10-dniową umowę z Washington Wizards. 31 stycznia został zwolniony. Dwa dni później ponownie dołączył do Erie BayHawks. 14 kwietnia podpisał kolejny 10-dniowy kontrakt z Wizards. 13 maja zawarł umowę z Golden State Warriors na występy zarówno w NBA, jak i zespole G-League – Santa Cruz Warriors. 24 września 2021 przedłużył umowę z klubem. 16 października 2021 został zwolniony. 30 grudnia 2021 zawarł 10-dniową umowę z Chicago Bulls. 9 stycznia 2022 powrócił do składu Santa Cruz Warriors. 28 października 2023 został zawodnikiem Indiana Mad Ants.

## Osiągnięcia
Stan na 20 listopada 2023, na podstawie, o ile nie zaznaczono inaczej.
NCAA
- Uczestnik:
  - NCAA Final Four (2017)
  - rozgrywek Elite 8 turnieju NCAA (2016, 2017)
  - rozgrywek II rundy turnieju NCAA (2015–2017)
- Mistrz:
  - turnieju konferencji Pac-12 (2016)
  - sezonu regularnego Pac-12 (2016, 2017)
- Most Outstanding Player (MOP=MVP) turnieju NCAA Midwest Regional (2017)
- Obrońca roku konferencji Pac-12 (2017)[20]
- Zaliczony do:
  - I składu:
    - defensywnego Pac-12 (2017)
    - pierwszoroczniaków Pac-12 (2015)

  - II składu Pac-12 (2017)
- Lider Pac-12 w[21]:
  - średniej bloków (2,7 – 2015)
  - liczbie:
    - zbiórek (342 – 2017)
    - zbiórek w ataku (112 – 2017)
    - bloków (94 – 2015, 88 – 2017)

NBA
- Mistrz NBA (2018)
- Wicemistrz NBA (2019)